# Пит в перьях
«Пит в перьях» (англ. Hatching Pete) — фильм канала «Дисней». Премьера состоялась 10 апреля 2009 года на Disney Channel UK, а затем на Disney Channel Family. Это первый фильм канала «Дисней», который сначала был показан в Великобритании, а затем в США — 24 апреля 2009 года.

## Сюжет
Пит Айви (Джэйсон Долли) — очень застенчивый подросток. Он занимается гимнастикой.
Его лучший друг Клитус Пул (Митчел Муссо) — талисман школьной команды по баскетболу. На матчах он в костюме петушка подбадривает игроков, но такой талисман никому не нравится. К тому же, у Клитуса аллергия на костюм. Пит влюблен в девушку по имени Камми Пул — сестру Клитуса, но она его не замечает.
Клитус просит Пита заменить его на матче, чтобы никто ничего не узнал. Взамен он обещает уговорить Камми пойти на свидание с Питом.
Во время игры Пит раздражает игроков и тренера своим выступлением, но аудитория в восторге от него. Все думают, что цыпленок — это Клитус, он становится популярным. Для многих танцы цыпленка становятся интересней самой игры. Команда злится на Клитуса за то, что он «портит» им игру.
Глава команды поддержки Джейми Винн (Тиффани Торнтон) обращает внимание на Клитуса и начинает встречаться с ним.
На уроке биологии Пит знакомится с девушкой Анжелой Морриси (Джози Лорен) и влюбляется в неё. Ей приходит в голову мысль совместить танец талисмана команды и танец группы поддержки.
Анжелу бросает бойфренд. Пит в костюме цыпленка во время матча оказывает ей знаки внимания, Джейми ревнует, думая, что это Клитус.
Во время парада цыпленок Пит танцует с группой поддержки. Анжела вытаскивает из толпы замаскировавшегося Клитуса, чтобы потанцевать с ним, но у него отклеиваются усы, и обман раскрывается. Пит скрывается, никто не знает, где он. Личность цыпленка также в тайне.
Во время финального матча команда проигрывает без поддержки талисмана, но Пит наконец решает вернуться и спасает положение. Он выходит на площадку, танцует, это поднимает боевой дух команды, и они выигрывают. Анжела помогает Питу снять при всех маску петуха. Все видят его лицо, а она говорит, что давно догадалась, кто он такой.

## В ролях
- Джейсон Долли — Пит Айви
- Митчел Муссо — Клитус Пул
- Джози Лорен — Анжела Морисси
- Тиффани Торнтон — Джейми Винн
- Шон О’Брайен — Леон Айви
- Эми Фаррингтон — Айви Дорис
- Арамис Найт — Уэнделл Пейт
- Кроуфорд Уилсон — Дил Дженсен
- Эдвард Херрманн — Фред Дейли, директор школы
- Брайан Степанек — тренер Макки
- Мэдисон Райли — Камми Пул

## Саундтрек
- Исполнители главных ролей кино, Митчел Муссо и Тиффани Торнтон записали песню-саундтрек под названием «Let It Go».[2] Песня была выпущена в ротацию на Radio Disney 20 марта 2009 года.[3] Клип был снят и выпущен на Disney Channel 28 марта 2009 года.

## Показ
- Количество зрителей в день премьеры — 4,1 млн зрителей, это третий фильм Disney в течение трех лет с менее чем 5 млн зрителей на премьере.[4]
- Фильм был выпущен на DVD в США 12 мая 2009 года вместе с фильмом «Папохищение».